# Juvenile Court
Pour plus de détails, voir Fiche technique et Distribution.
Juvenile Court est un film américain réalisé par D. Ross Lederman, sorti en 1938.

## Synopsis
Drame policier avec en toile de fond la vie dans les bidonvilles en Amérique du Nord...

## Fiche technique
- Titre original : Juvenile Court
- Réalisation : D. Ross Lederman
- Scénario : Michael L. Simmons , Robert E. Kent et Henry Taylor
- Production : Ralph Cohn et Irving Briskin producteur exécutif (non crédités)
- Société de production : Columbia Pictures
- Directeur musical : Morris Stoloff
- Photographie : Benjamin H. Kline
- Montage : Byron Robinson
- Direction artistique : Stephen Goosson
- Pays d'origine : États-Unis
- Langue : anglais
- Format : Noir et blanc - 35 mm - 1,37:1 - Son : Mono (Western Electric Mirrophonic Recording)
- Genre : Film policier
- Durée : 60 minutes
- Date de sortie : 
  - États-Unis : 15 septembre 1938

## Distribution
- Paul Kelly : Gary Franklin
- Rita Hayworth : Marcia Adams
- Frankie Darro : Stubby
- Hal E. Chester : Lefty
- Don Latorre : Mickey
- David Gorcey : Pighead
- Richard Selzer : Ears
- Allan Ramsay : Davy
- Charles Hart : Squarehead
- Howard C. Hickman : Gouverneur Stanley
- Tom London : Policier sur le lieu de l'accident